# Weissbach bei Lofer
Weissbach bei Lofer är en kommun i Österrike. Den ligger i distriktet Zell am See i förbundslandet Salzburg. Kommunen gränsat i nordöst mot Tyskland
Kommunen består av fem orter (Ortschaften) (inom parentes invånarantal 1 januari 2024):
- Frohnwies (45)
- Hintertal (36)
- Oberweißbach (151)
- Pürzlbach (32)
- Unterweißbach (153)